# Gornji Cerovljani
Gornji Cerovljani is een plaats in de gemeente Hrvatska Dubica in de Kroatische provincie Sisak-Moslavina. De plaats telt 142 inwoners (2001).